# 別洛瓦亞山
别洛瓦亚山（俄語：Гора Беловая）或惠须取岳（日语：／）是波罗奈区和乌格列戈尔斯克区的界山，属西萨哈林山脉，海拔1,135米。